# Мали Врх при Прежгању
Мали Врх при Прежгању (словен. Mali Vrh pri Prežganju) је насељено место у саставу градске општине Љубљана, Средњесловенска регија, Словенија.

## Историја
До територијалне реорганизације у Словенији била је у саставу града Љубљане, односно старе општине Мосте-Поље.

## Територијална организација и припадност насеља
| Мали Врх              | Мали Врх                                    | Мали Врх                                                               | Мали Врх                                 |
| Пописна година        | Држава/Крунска земља                        | Политички округ (округ, округ) / Судски округ (округ, округ) / општина | Насеља и делови насеља (број становника) |
| --------------------- | ------------------------------------------- | ---------------------------------------------------------------------- | ---------------------------------------- |
| 1869                  | Аустроугарска, Аустријско царство / Крањска | Литија / Литија / Требељево                                            | Malwerch / Мали Верх (69)                |
| 1880                  | Аустроугарска, Аустријско царство / Крањска | Литија / Литија / Требељево                                            | Malwerch / Мали Врх (56)                 |
| 1890                  | Аустроугарска, Аустријско царство / Крањска | Литија / Литија / Требељево                                            | Мали Врх (54)                            |
| 1900                  | Аустроугарска, Аустријско царство / Крањска | Литија / Литија / Требељево                                            | Мали Врх (50)                            |
| 1910                  | Аустроугарска, Аустријско царство / Крањска | Литија / Литија / Требељево                                            | Мали Врх (48)                            |
| Мали Врх              |                                             |                                                                        |                                          |
| Пописна година        | Држава/Округ, Бановина                      | Жупанија (округ, округ) / општина                                      | Насеља и делови насеља (број становника) |
| 1921                  | Краљевина СХС                               |                                                                        |                                          |
| 1931                  | Краљевина Југославија / Бановина Драва      |                                                                        |                                          |
| Мали Врх при Прежгању |                                             |                                                                        |                                          |
| Пописна година        | Држава / Република                          | Жупанија (округ, округ) / општина                                      | Насеља и делови насеља (број становника) |
| 1948                  | ФНРЈ / НР Словенија                         | Љубљана–околина / МНО Прежгање                                         | Мали Врх (46)                            |
| 1953                  | ФНРЈ / НР Словенија                         | Љубљана / Прежгање                                                     | Мали Врх при Прежгању (40)               |
| 1961                  | ФНРЈ / НР Словенија                         | Љубљана / Мосте–Поље                                                   | Мали Врх при Прежгању (33)               |
| 1971                  | СФРЈ / СР Словенија                         | Град Љубљана / Мосте–Поље                                              | Мали Врх при Прежгању (33)               |
| 1981                  | СФРЈ / СР Словенија                         | Град Љубљана / Мосте–Поље                                              | Мали Врх код Прежгања (41)               |
| 1991                  | СФРЈ / СР Словенија                         | Град Љубљана / Мосте–Поље                                              | Мали Врх при Прежгању (33)               |
| Мали Врх при Прежгању |                                             |                                                                        |                                          |
| Пописна година        | Држава                                      | општина                                                                | Насеља и делови насеља (број становника) |
| 2002                  | Словенија                                   | Градска општина Љубљана / округ Состро                                 | Мали Врх при Прежгању (51)               |
| 2011                  | Словенија                                   | Градска општина Љубљана / округ Состро                                 | Мали Врх при Прежгању (81)               |
| 2021                  | Словенија                                   | Градска општина Љубљана / округ Состро                                 | Мали Врх при Прежгању (112)              |

Напомена: МНО је скраћеница за Месни народни одбор.

## Становништво
У попису становништва из 2021. године, Мали Врх при Прежгању имао је 112 становника.
| Број становника према пописима | Број становника према пописима | Број становника према пописима | Број становника према пописима | Број становника према пописима | Број становника према пописима | Број становника према пописима | Број становника према пописима | Број становника према пописима | Број становника према пописима | Број становника према пописима | Број становника према пописима | Број становника према пописима | Број становника према пописима | Број становника према пописима | Број становника према пописима |
| ------------------------------ | ------------------------------ | ------------------------------ | ------------------------------ | ------------------------------ | ------------------------------ | ------------------------------ | ------------------------------ | ------------------------------ | ------------------------------ | ------------------------------ | ------------------------------ | ------------------------------ | ------------------------------ | ------------------------------ | ------------------------------ |
| 1869                           | 1880                           | 1890                           | 1900                           | 1910                           | 1921                           | 1931                           | 1948                           | 1953                           | 1961                           | 1971                           | 1981                           | 1991                           | 2002                           | 2011                           | 2021                           |
| 69                             | 56                             | 54                             | 50                             | 48                             |                                |                                | 46                             | 40                             | 33                             | 33                             | 41                             | 33                             | 51                             | 81                             | 112                            |

Напомена: Године 1869. извештавао под именом Мали Верх, а потом до пописа 1948. под именом Мали Врх.

### Етнички, језички и верски састав

#### Аустроугарска

##### Језички и верски састав
| Година пописа | укупно | Словеначки |
| ------------- | ------ | ---------- |
| 1869          | 69     | н/п        |
| 1880          | 56     | 56 (100%)  |
| 1890          | 54     | 54 (100%)  |
| 1900          | 50     | 50 (100%)  |
| 1910          | 48     | 48 (100%)  |

| Година пописа | укупно | Римокатолици |
| ------------- | ------ | ------------ |
| 1869          | 69     | н/п          |
| 1880          | 56     | 56 (100%)    |
| 1890          | 54     | 54 (100%)    |
| 1900          | 50     | 50 (100%)    |
| 1910          | 48     | 48 (100%)    |

Напомена: Ознака н/п значи да нема података или да информација није наведена.

#### ФНР/СФР Југославија

##### Национални састав
| Мали Врх при Прежгању         | Мали Врх при Прежгању                          | Мали Врх при Прежгању                          |
| ----------------------------- | ---------------------------------------------- | ---------------------------------------------- |
| 1961                          | 1971                                           | 1981                                           |
| укупно: 33 Словенци 33 (100%) | укупно: 33 Словенци 32 (96,96%) Срби 1 (3,03%) | укупно: 41 Словенци 40 (97,56%) Срби 1 (2,43%) |